# Lithobius franzi
Lithobius franzi är en mångfotingart som beskrevs av Carl Graf Attems 1949. Lithobius franzi ingår i släktet Lithobius och familjen stenkrypare.
Artens utbredningsområde är Österrike. Inga underarter finns listade i Catalogue of Life.